# Calcio Venezia 1983-1984
Questa pagina raccoglie le informazioni riguardanti il Calcio Venezia nelle competizioni ufficiali della stagione 1983-1984.

## Rosa
| N. |                   | Ruolo | Calciatore        |
| -- | ----------------- | ----- | ----------------- |
|    | Italia (bandiera) | A     | Fernado Badon     |
|    | Italia (bandiera) | A     | Walter Ballarin   |
|    | Italia (bandiera) | C     | Roberto Caprioli  |
|    | Italia (bandiera) | A     | Luigi Capuzzo     |
|    | Italia (bandiera) | D     | Fabio Ciavattini  |
|    | Italia (bandiera) | P     | Daniele Colletto  |
|    | Italia (bandiera) | A     | Roberto Fantinato |
|    | Italia (bandiera) | P     | Piero Gennari     |
|    | Italia (bandiera) | C     | Walter Malerba    |
|    | Italia (bandiera) | C     | Adriano Marcellan |

| N. |                   | Ruolo | Calciatore              |
| -- | ----------------- | ----- | ----------------------- |
|    | Italia (bandiera) | D     | Giampietro Pevarello    |
|    | Italia (bandiera) | D     | Alberto Possamai        |
|    | Italia (bandiera) | C     | Pietro Roccaforte       |
|    | Italia (bandiera) | C     | Andrea Rossi            |
|    | Italia (bandiera) | C     | Alfredo Spada           |
|    | Italia (bandiera) | C     | Massimo Tolfo           |
|    | Italia (bandiera) | D     | Gianfranco Trevisanello |
|    | Italia (bandiera) | D     | Maurizio Tubaldo        |
|    | Italia (bandiera) | A     | Gaspare Uzzardi         |
|    | Italia (bandiera) | C     | Claudio Venturi         |

## Risultati

### Campionato

#### Girone di andata
| 19 settembre 1983 1ª giornata | Mantova | 2 – 0 | Venezia |  |

| 26 settembre 1983 2ª giornata | Venezia | 0 – 0 | Omegna |  |

| 2 ottobre 1983 3ª giornata | Pro Patria | 1 – 1 | Venezia |  |

| 9 ottobre 1983 4ª giornata | Venezia | 3 – 0 | Rhodense |  |

| 16 ottobre 1983 5ª giornata | Montebelluna | 0 – 1 | Venezia |  |

| 23 ottobre 1983 6ª giornata | Biellese | 0 – 0 | Venezia |  |

| 30 ottobre 1983 7ª giornata | Venezia | 3 – 0 | Sant'Angelo |  |

| 6 novembre 1983 8ª giornata | Venezia | 1 – 0 | Pavia |  |

| 13 novembre 1983 9ª giornata | Pergocrema | 0 – 0 | Venezia |  |

| 20 novembre 1983 10ª giornata | Venezia | 1 – 1 | Piacenza |  |

| 27 novembre 1983 11ª giornata | Mira | 1 – 2 | Venezia |  |

| 4 dicembre 1983 12ª giornata | Venezia | 0 – 3 | Mestre |  |

| 11 dicembre 1983 13ª giornata | Venezia | 1 – 0 | Pordenone |  |

| 18 dicembre 1983 14ª giornata | Brembillese | 1 – 0 | Venezia |  |

| 8 gennaio 1984 15ª giornata | Venezia | 2 – 1 | Novara |  |

| 15 gennaio 1984 16ª giornata | Ospitaletto | 2 – 0 | Venezia |  |

| 22 gennaio 1984 17ª giornata | Venezia | 1 – 0 | Gorizia |  |

#### Girone di ritorno
| 29 gennaio 1984 18ª giornata | Venezia | 1 – 0 | Mantova |  |

| 5 febbraio 1984 19ª giornata | Omegna | 2 – 1 | Venezia |  |

| 12 febbraio 1984 20ª giornata | Venezia | 1 – 1 | Pro Patria |  |

| 19 febbraio 1984 21ª giornata | Rhodense | 1 – 1 | Venezia |  |

| 26 febbraio 1984 22ª giornata | Venezia | 2 – 0 | Montebelluna |  |

| 4 marzo 1984 23ª giornata | Venezia | 1 – 0 | Biellese |  |

| 11 marzo 1984 24ª giornata | Sant'Angelo | 2 – 0 | Venezia |  |

| 18 marzo 1984 25ª giornata | Pavia | 0 – 1 | Venezia |  |

| 1º aprile 1984 26ª giornata | Venezia | 1 – 0 | Pergocrema |  |

| 8 aprile 1984 27ª giornata | Piacenza | 1 – 0 | Venezia |  |

| 15 aprile 1984 28ª giornata | Venezia | 0 – 0 | Mira |  |

| 29 aprile 1984 29ª giornata | Mestre | 0 – 0 | Venezia |  |

| 6 maggio 1984 30ª giornata | Pordenone | 3 – 0 | Venezia |  |

| 13 maggio 1984 31ª giornata | Venezia | 7 – 0 | Brembillese |  |

| 20 maggio 1984 32ª giornata | Novara | 2 – 2 | Venezia |  |

| 27 maggio 1984 33ª giornata | Venezia | 1 – 1 | Ospitaletto |  |

| 3 giugno 1984 34ª giornata | Gorizia | 2 – 1 | Venezia |  |